# Бизача
Бизача (итал. Bisaccia) је насеље у Италији у округу Авелино, региону Кампанија.
Према процени из 2011. у насељу је живело 918 становника. Насеље се налази на надморској висини од 898 м.

## Становништво
| 1931. | 1936. | 1951. | 1961. | 1971. | 1981. | 1991. | 2001. | 2011. |
| ----- | ----- | ----- | ----- | ----- | ----- | ----- | ----- | ----- |
| 8.787 | 8.457 | 7.927 | 7.645 | 6.231 | 4.781 | 4.952 | 4.391 | 3.919 |